# Ya.com
A Ya.com ou Yacom era inicialmente a marca Internet da Jazztel. Foi criada em junho de 1999 por Martín Varsavsky e um grupo de antigos funcionários da Terra, com o objetivo de competir no negócio dos serviços, conteúdos e portais de acesso à Internet. Em março de 2000, a empresa passou a designar-se Ya.com Internet Factory.

## História
A Ya.com continuou a construir uma extensa rede de portais e serviços por aquisição, como o Mixmail.com (correio eletrónico); Inforchat.com (serviço de conversação);  Chueca.com (portal da comunidade gay); Viajar.com,  Finanzas.com e o Supermotor.com, que foram criados com equipas internas e/ou empresários da Internet contratados para o efeito. Foi também líder em portais de Internet móvel (wap e para dispositivos portáteis Palm).
Em setembro de 2000, a filial da Deutsche Telekom para a Internet, a T-Online, comprou 100% da empresa por 553 milhões de euros. A T-Online reorientou a marca e a empresa para o negócio de acesso ADSL à Internet, atingindo 400 000 clientes, e abandonou gradualmente o negócio dos portais.
Em junho de 2007, a empresa é adquirida pela Orange, a filial da France Télécom para o acesso móvel e à Internet, por 320 milhões de euros. Até setembro de 2012, funcionou de forma independente, com a sua própria marca, e visava um segmento do mercado de acesso à Internet a baixo preço.
Finalmente, em outubro de 2012, a France Télécom fundiu os seus clientes ADSL com os da sua marca principal Orange, o que significou o desaparecimento total da divisão Yacom, pondo fim a 13 anos de história desta marca.